# Georg August Reischl
Georg August Reischl (* 1894; † 1972) war ein deutscher Lehrer und Heimatforscher.

## Werdegang
Georg August Reischl machte 1914 Abitur am Wilhelmsgymnasium München.
Er war Direktor der Gewerbeschule in Schrobenhausen. Ehrenamtlich war er als Kreisheimatpfleger für den Landkreis Schrobenhausen tätig und leitete das Heimatmuseum der Stadt sowie die Lenbachgalerie.
Als Heimatforscher veröffentlichte er zur Geschichte der Stadt Schrobenhausen, des Dorfes Sandizell und des Klosters Hohenwart.

## Ehrungen
- 1958: Verdienstkreuz am Bande der Bundesrepublik Deutschland